# Lista de estruturas mais altas de Lisboa

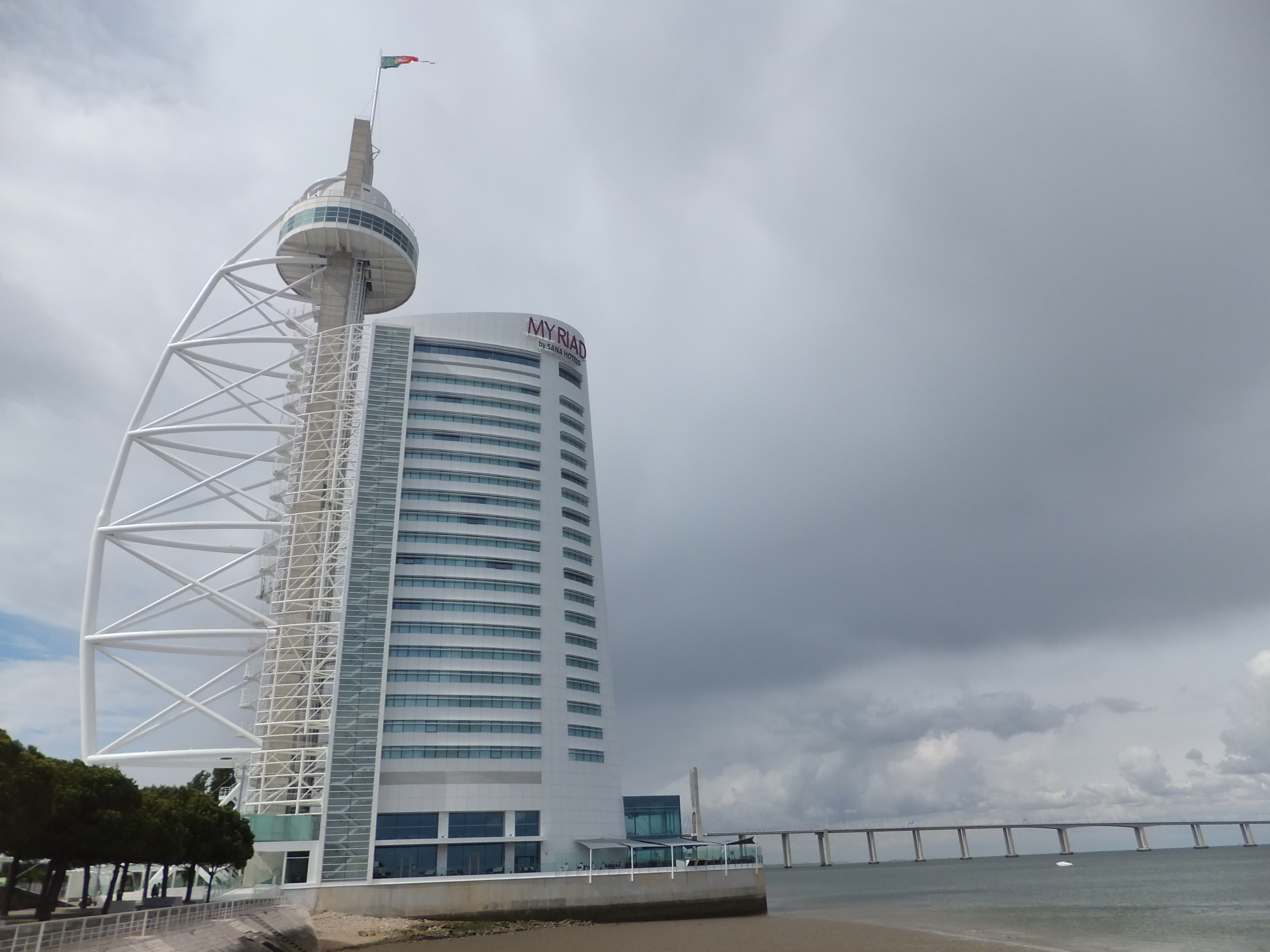
Torre Vasco da Gama e Hotel MYRIAD by SANA Hotels

Esta é uma lista que contém as maiores infraestruturas edificadas em Lisboa. Apesar de poucos edifícios com alturas iguais ou superiores a 70 metros (atualmente 28), Lisboa foi seguindo um pouco do padrão das grandes cidades europeias até ao início do século XXI, quando várias cidades europeias começaram a apostar em edifícios com alturas superiores a 100 metros. Apesar disso, Lisboa tem centenas de edifícios com alturas entre 50 e 70 metros.

## Limitações à construção em altura
A crescente procura por habitação e escritórios em Lisboa, poderia ser um impulso à construção de novos edifícios de grandes dimensões, mas devido à opinião pública desfavorável, e grande contestação que normalmente se gera quando se lança um projeto de um edifício de grandes dimensões em Lisboa, faz com que a construção dos mesmos não seja aprovada grande parte das vezes. Também devido à legislação portuguesa, impacto paisagístico, facto de o Aeroporto de Lisboa se encontrar dentro da cidade, que apenas permite construções com 145 metros de cota altimétrica (podendo ser excedida mediante acordo com a ANA Aeroportos de Portugal), fazem com que a construção de alguns edifícios tenha sido recusada. 

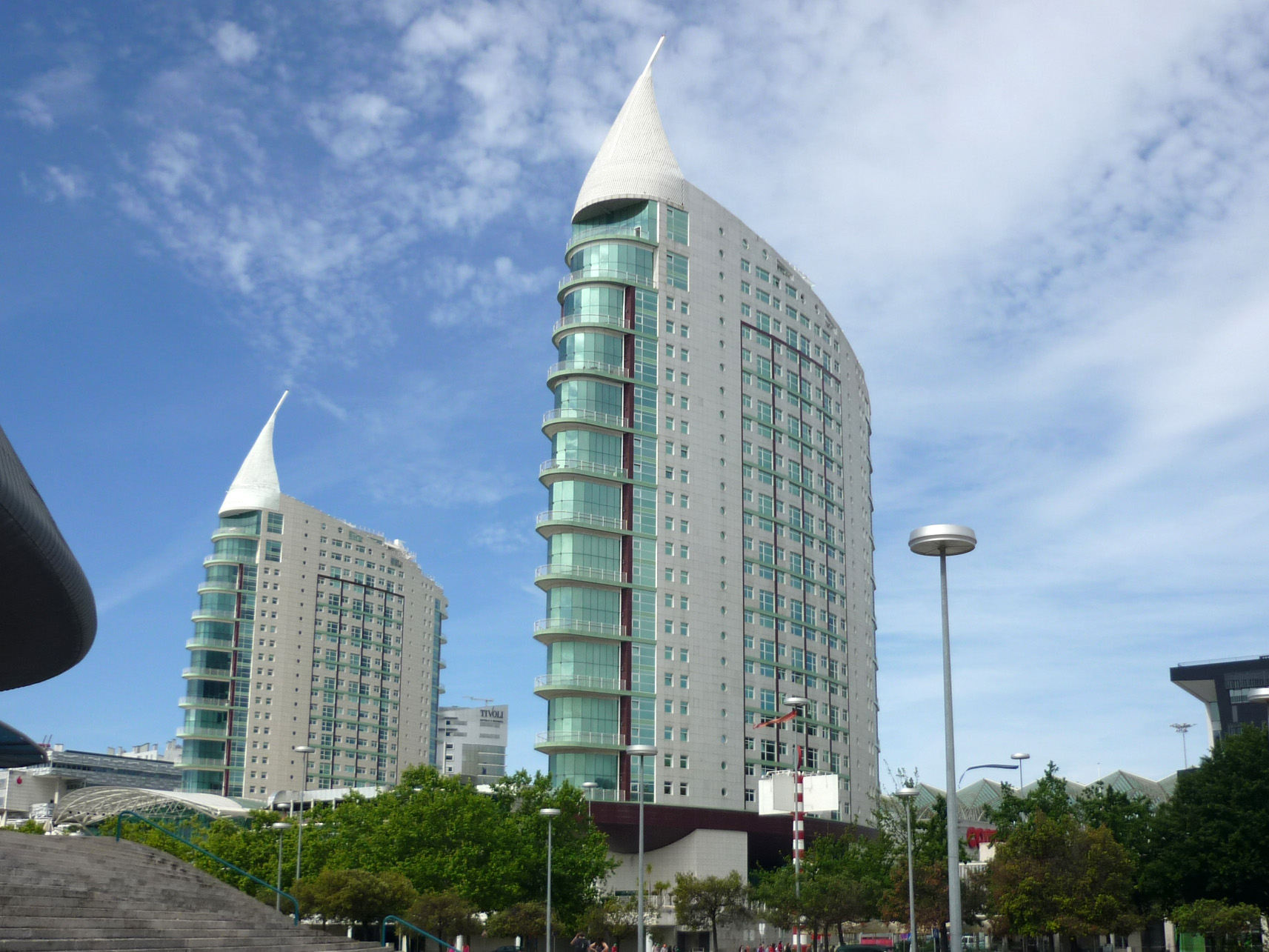
Torres São Rafael e São Gabriel
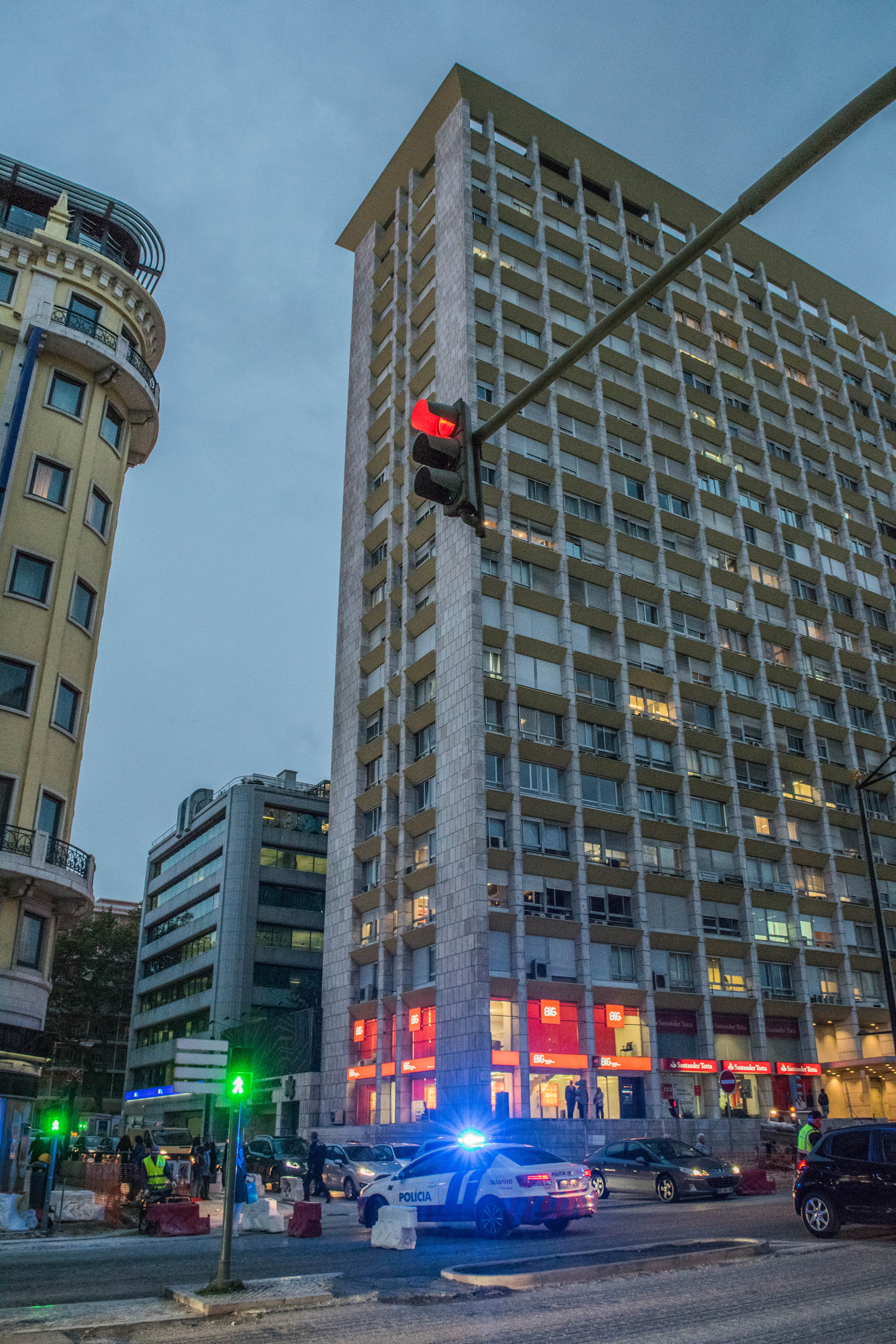
Edifício Aviz
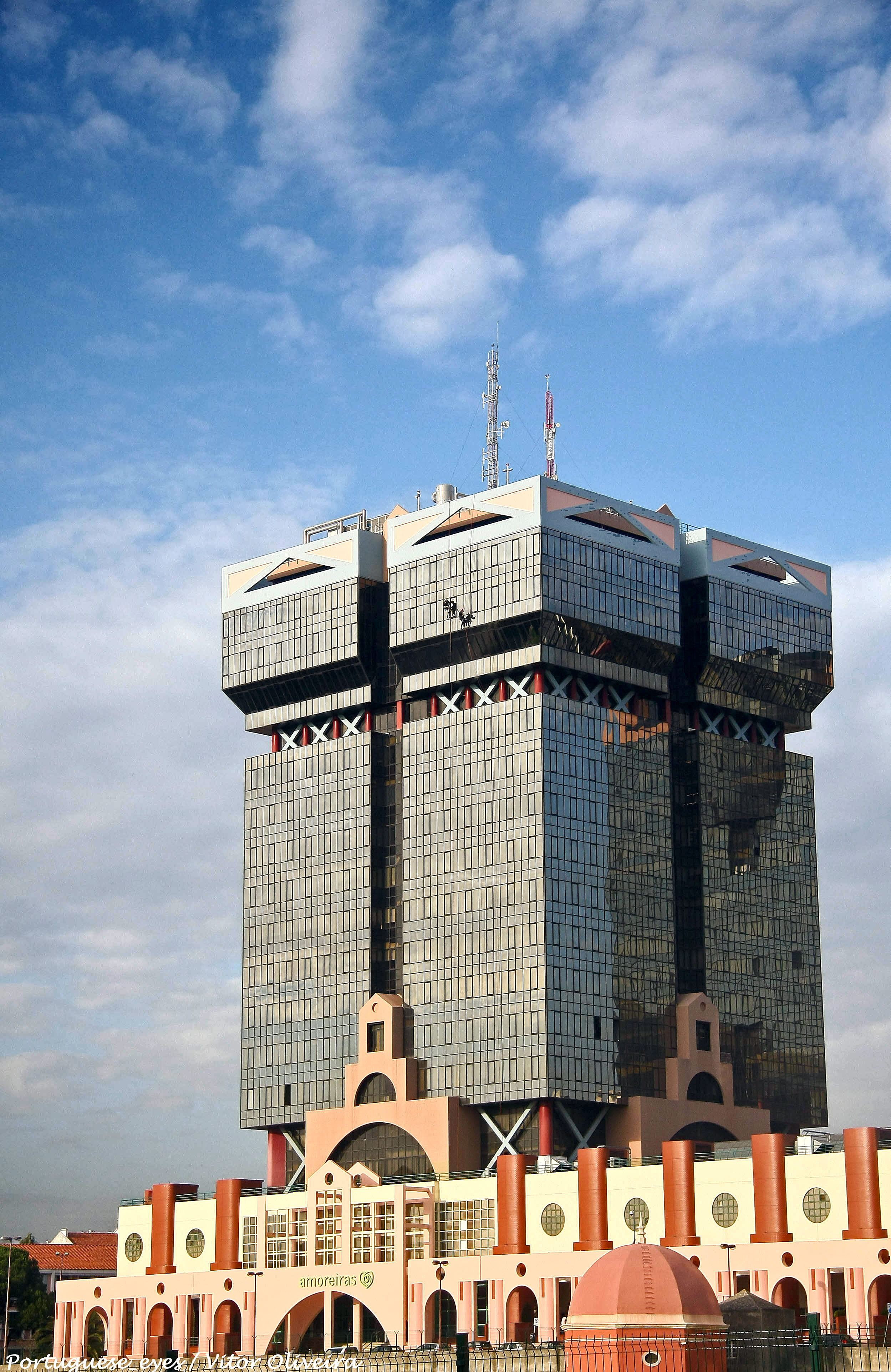
Torre das Amoreiras
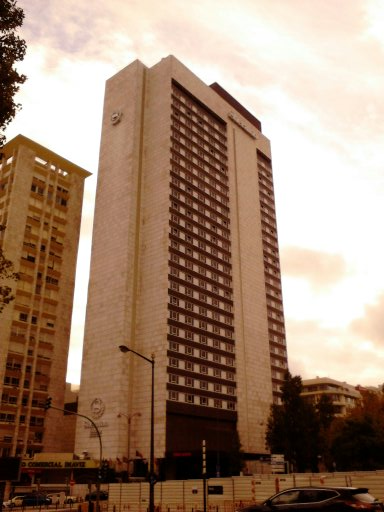
Sheraton Lisboa
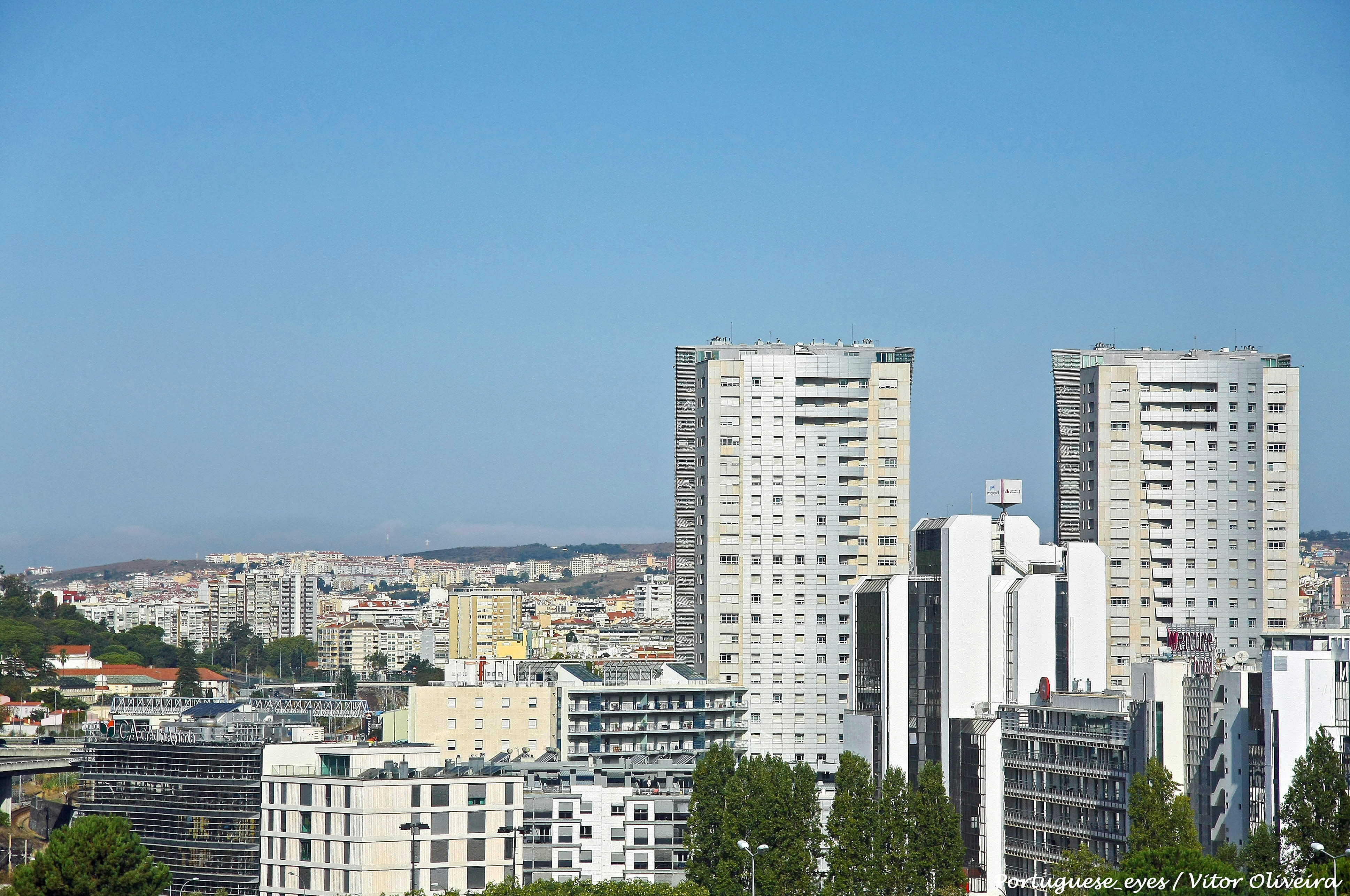
Twin Towers

## Edifícios mais altos de Lisboa
Esta lista contém os edifícios mais altos de Lisboa com uma altura igual ou superior a 70 metros. Um sinal de igual (=) seguido de uma posição indica a mesma altura entre dois ou mais estruturas. A coluna do "Ano" indica o ano em que determinado edifício ou estrutura foi dado como completo.
| Posição | Imagem | Nome                               | Altura metros | Andares | Ano  | Notas |
| 1       |        | Torre de Monsanto                  | 120           | 20      | 2001 | A Torre de Monsanto é um edifício de escritórios em Oeiras, com 12.780m², 20 andares acima do solo e 2 pisos subterrâneos. Foi construída pela Mota-Engil e desenhado pela Sua Kay Architects.Em 2002 foi posta a possibilidade de se fazer a Torre de Monsanto II, a mesma chegou a ser desenhada também pela Sua Kay Architects e teria cerca de 70 metros e 21 andares acima do solo. |
| 2       |        | Torre São Gabriel                  | 110           | 24      | 2000 | A Torre São Gabriel é uma torre residencial situada no Parque das Nações, foi concluída em 2000 e ocupa uma área de 26.780m². |
| 2=      |        | Torre São Rafael                   | 110           | 24      | 2004 | A Torre São Rafael é uma torre residencial situada no Parque das Nações, foi concluída em 2004 e ocupa uma área de 26.780m². |
| 4       |        | Hotel Sheraton Lisboa & Spa        | 92            | 30      | 1972 | O Sheraton Lisboa Hotel & Spa é um hotel localizado em Lisboa, com 100 metros de altura, construído em 1972. O edifício pertence inteiramente à companhia de hotéis Sheraton e conta com 384 quartos. Ao seu lado situam-se outras duas torres desta lista, o Edifício Aviz e a torre FMP 41.                                                                                            |
| 5=      |        | Twin Towers I                      | 90            | 26      | 2001 | O complexo das Twin Towers é um complexo com apartamentos residenciais e com um espaço de 10.000m² destinado a escritórios, as duas torres possuem a mesma altura e situam-se uma ao lado da outra. Situam-se em Campolide e ao seu lado está a ser construída a Infinity Tower com 80 metros e 26 andares.                                                                              |
| 5=      |        | Twin Towers II                     | 90            | 26      | 2001 | O complexo das Twin Towers é um complexo com apartamentos residenciais e com um espaço de 10.000m² destinado a escritórios, as duas torres possuem a mesma altura e situam-se uma ao lado da outra. Situam-se em Campolide e ao seu lado está a ser construída a Infinity Tower com 80 metros e 26 andares.                                                                              |
| 7       |        | Corinthia Lisboa Hotel             | 88            | 25      | 1981 | A torre do Hotel Corinthia Lisboa é uma torre com 88 metros em frente às Twin Towers e com 25 andares, a torre é inteiramente utilizada como Hotel. |
| 8       |        | Infinity Tower                     | 80            | 26      | 2022 | Edifício com 80 metros, 26 andares, 195 apartamentos de luxo, que se dividem entre as tipologias T0 e T6 Duplex. |
| 9       |        | Hotel MYRIAD by SANA Hotels        | 78            | 22      | 2012 | O Hotel MYRIAD by SANA Hotels é um hotel junto da Torre Vasco da Gama. |
| 10      |        | Edificio Panorâmico                | 76            | 23      | -    | A torre situa-se na Rua Sarmento de Beires, nº19 e é um edifício residencial. |
| 11      |        | Office Park Expo                   | 75            | 18      | 2008 | O empreendimento Office Park EXPO, que constitui o atual Campus de Justiça de Lisboa, foi construído num lote de terreno com 30.000 m2, está localizado no Parque das Nações e é constituído por um conjunto de 10 edifícios de escritórios, de altura variável entre 3 e 18 pisos. |
| 11=     |        | Torre das Amoreiras I              | 75            | 18      | 1985 | A Torre das Amoreiras I é uma torre do Complexo das Amoreiras, na sua base funciona um centro comercial e o resto do edifício é utilizado para escritórios. No topo da Torre I situa-se o Amoreiras 360º Panoramic View, um miradouro com vista sobre a cidade de Lisboa. |
| 11=     |        | Torre das Amoreiras II             | 75            | 18      | 1985 | A Torre das Amoreiras II é uma torre do Complexo das Amoreiras, na sua base funciona um centro comercial e o resto do edifício é utilizado para escritórios. |
| 11=     |        | Torre das Amoreiras III            | 75            | 18      | 1985 | A Torre das Amoreiras III é uma torre do Complexo das Amoreiras, na sua base funciona um centro comercial e o resto do edifício é utilizado para escritórios. |
| 15      |        | Edifício Panorâmico                | 74            | 23      | -    | O Edifício Panorâmico é uma torre situada em Lisboa numa zona com várias torres de alturas superiores a 60 metros. |
| 16      |        | Edifício Panoramic 3               | 73            | 24      | 2009 | O Edifício Panoramic 3 é um edifício residencial no Parque das Nações, e é um dos 3 edifícios Panoramic, sendo o mais alto dos 3. Os outros dois edifícios Panoramic tem 55 metros de altura, um com 19 andares e o outro com 14 andares. |
| 16=     |        | Desconhecido o nome do edifício    | 73            | 22      | -    | A torre situa-se na Rua Sarmento de Beires, nº30 e é um edifício residencial. |
| 18      |        | Edifício da REN                    | 72            | 21      | 1983 | O Edifício da REN é a sede das Redes Energéticas Nacionais. |
| 19      |        | Edifício Aviz                      | 70            | 23      | 1971 | O Edifício Aviz é uma torre situada em Lisboa ao lado da torre do Sheraton Lisboa Hotel & Spa e da Torre FMP41. |
| 19=     |        | Edifício do Ministério do Trabalho | 70            | 22      | 1965 | A torre do Ministério do Trabalho, Solidariedade e Segurança Social é uma torre de uso exclusivo governamental, foi construída em 1965, tem 70 metros e 22 andares. |
| 19=     |        | Hotel Dom Pedro                    | 70            | 22      | 1998 | O edifício do Hotel Dom Pedro apesar de ter 68 metros de altura, a colocação das letras em cima do edifício fazem-no chegar aos 70 metros de altura |
| 19=     |        | Edifício ARCIS                     | 70            | 21      | 1991 | O Edifício ARCIS é uma torre situada em Lisboa utilizada exclusivamente para escritórios. |
| 19=     |        | Desconhecido o nome do edifício    | 70            | 21      | -    | Edifício localizado na Rua Carlos de Oliveira 10A, ao lado do Edifício Panorâmico em Sete Rios. |
| 19=     |        | Edificio Satélite                  | 70            | 20      | 1983 | O Edificio Satélite é um edifício de escritórios situado ao lado das 3 Torres das Amoreiras. |
| 19=     |        | Torre Compave I                    | 70            | 20      | 1973 | As Torres Compave são 2 edifícios residenciais em Oeiras, situados perto da Torre de Monsanto. |
| 19=     |        | Torre Compave II                   | 70            | 20      | 1973 | As Torres Compave são 2 edifícios residenciais em Oeiras, situados perto da Torre de Monsanto. |
| 19=     |        | Ecran Tower                        | 70            | 19      | -    | Situada no Parque das Nações. |
| 19=     |        | Hotel Tivoli Tejo                  | 70            | 19      | -    | Hotel situado ao lado da Gare do Oriente. |
| 19=     |        | Edifício FPM 41                    | 70            | 17      | 2018 | O Edifício FPM 41, também conhecido como Torre de Picoas é um edifício de escritórios com 6 pisos subterrâneos, está situado ao lado do Sheraton Lisboa Hotel & Spa e do Edifício Aviz em Lisboa. |

Complexo das Torres das Palmeiras(4 torres), sito na Rua Quinta das Palmeiras, em Oeiras, construído no início da década de 1980, conta com 17 andares acima do solo (destinados a apartamentos e a um centro comercial no piso 0 e 1) e conta também com 2 pisos subterrâneos.

## Estruturas mais altas de Lisboa
Esta lista contém as infraestruturas mais altas de Lisboa.
| Posição | Imagem | Nome                                                 | Altura metros | Andares | Ano  | Notas |
| 1       |        | Ponte 25 de Abril                                    | 190           | NT      | 1966 | A ponte possui 2 pilares, cada um com 190 metros de altura.                                                                                        |
| 2       |        | Torre de Comunicações da Altice Portugal em Monsanto | 117           | NT      | 1994 | A parte em cimento tem uma altura de 106 metros, e a antena metálica em cima possui 71 metros, tendo a estrutura um total de 177 metros de altura. |
| 3       |        | Ponte Vasco da Gama                                  | 148           | NT      | 1998 | A ponte possui 2 grandes pilares, cada um com 148 metros de altura.                                                                                |
| 4       |        | Torre Vasco da Gama                                  | 145           | NT      | 1998 | Foi construída no Parque das Nações para a EXPO'98.                                                                                                |
| 5       |        | Torre Galp                                           | 90            | NT      | 1939 | Foi construída na antiga refinaria de petróleo da Galp, existente no Parque das Nações.                                                            |

## Maiores infraestruturas em construção, aprovadas ou propostas

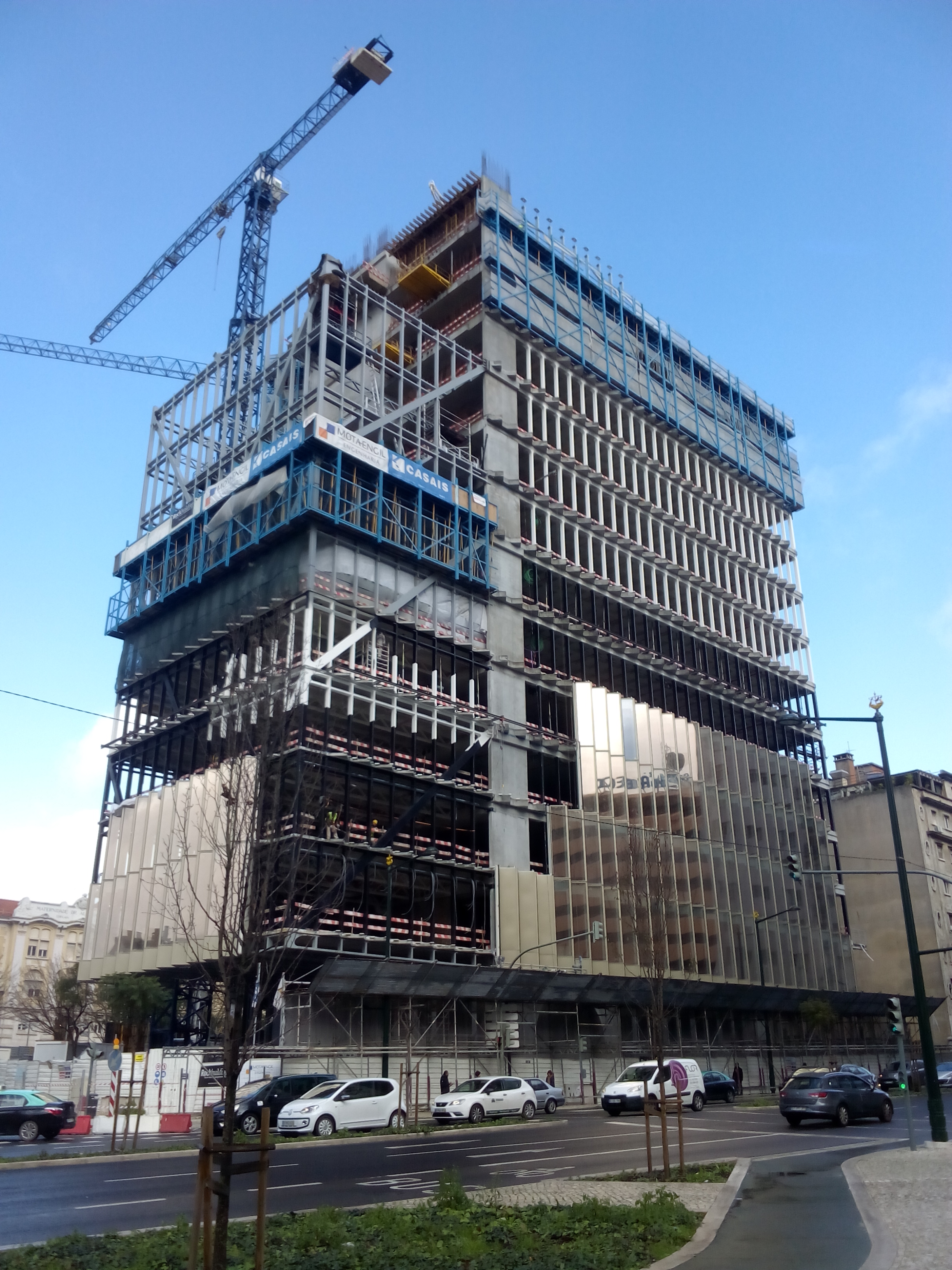
Torre FPM 41 em construção

### Em construção

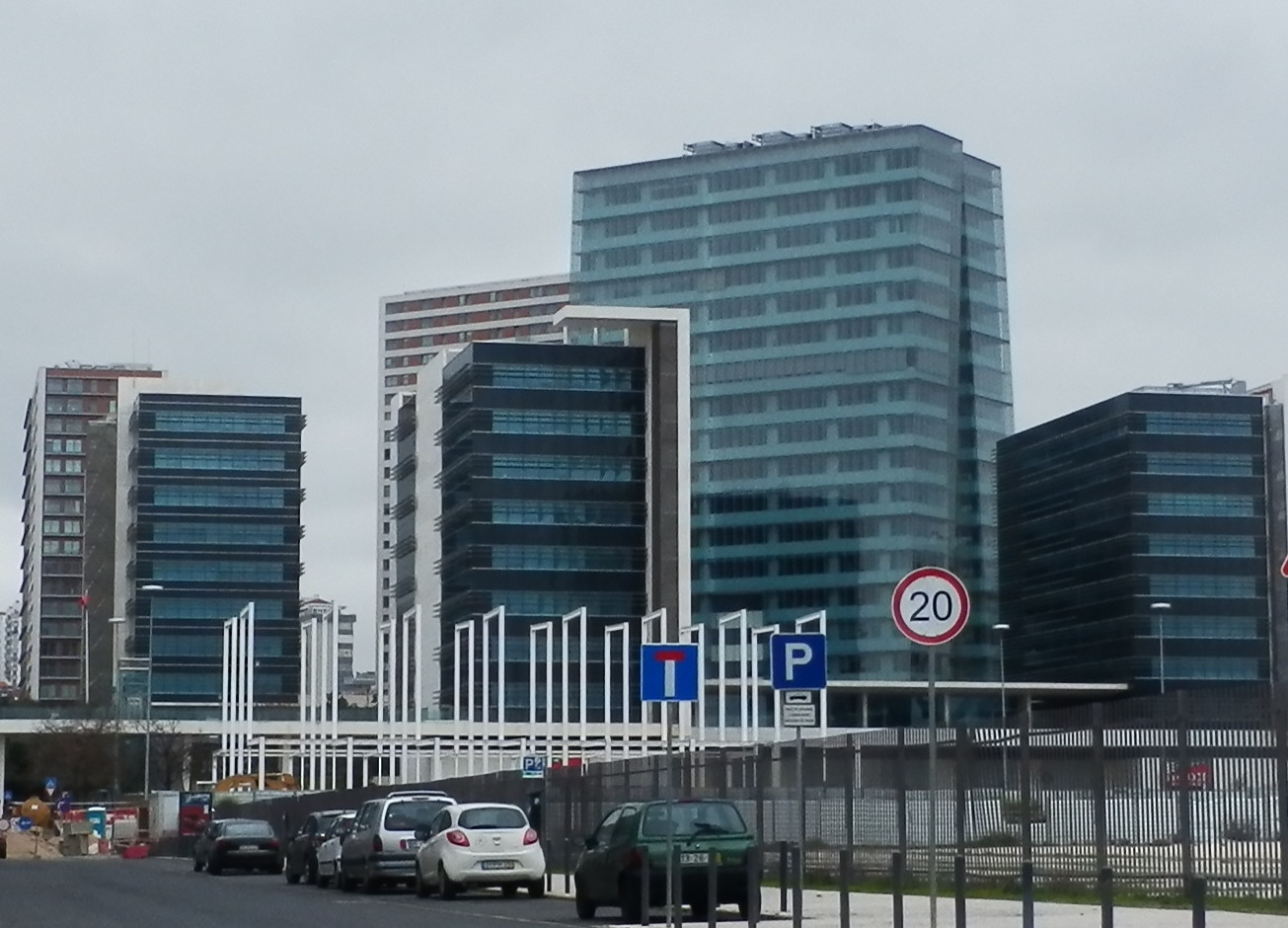
Edifício Norfin Office Park e atrás o Edifício Panoramic 3

Esta lista inclui as estruturas atualmente em construção, em Lisboa.
| Nome | Altura metros / ft | Andares | Ano | Notas |

### Aprovados

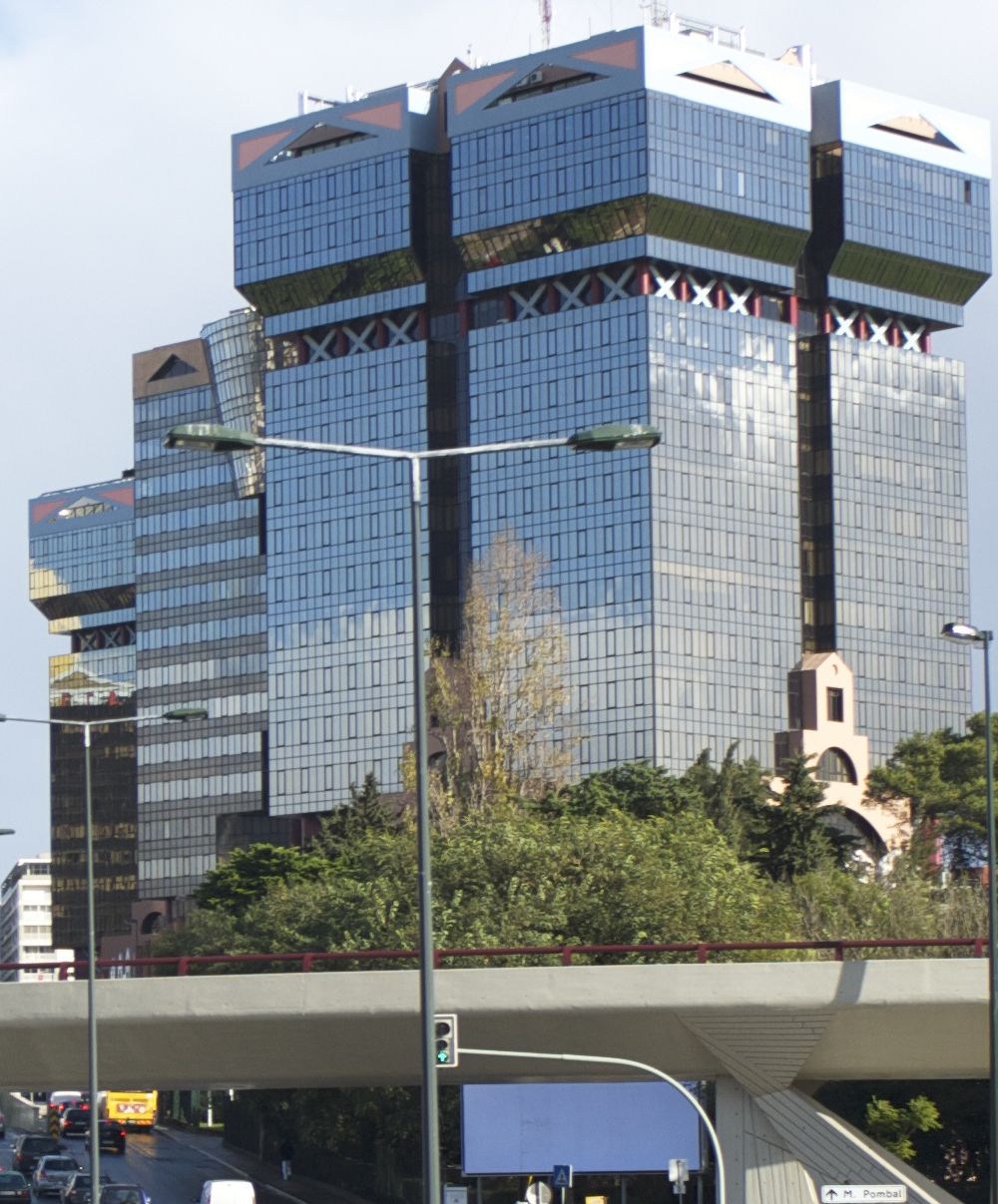
As três torres do Complexo das Amoreiras

Esta lista inclui infraestruturas aprovadas para construção, em Lisboa, no entanto a construção dos mesmos ainda não começou.

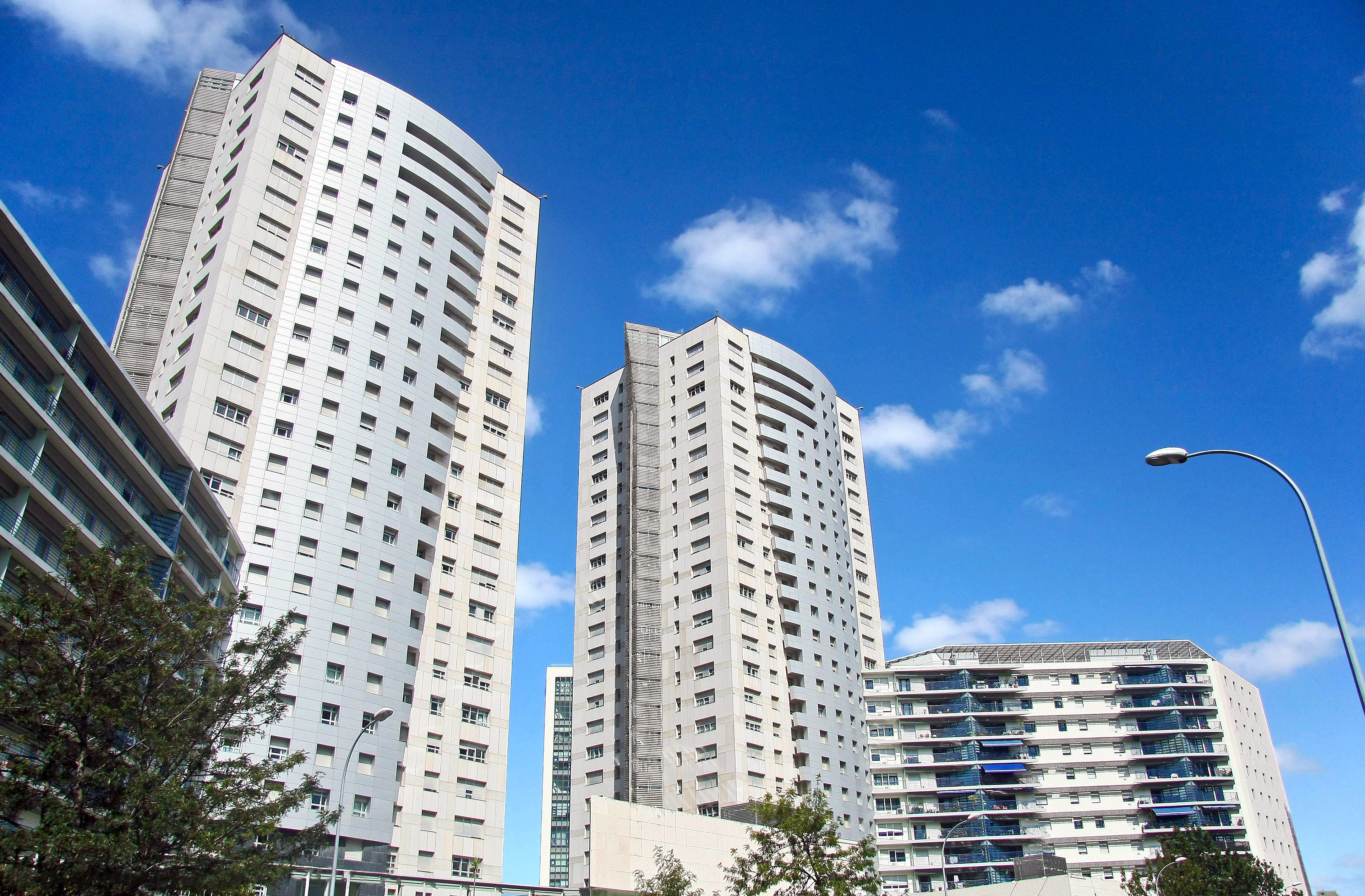
As Twin Towers em Lisboa

| Nome                       | Altura metros / ft | Andares | Ano  | Notas                                                                              |
| Terceira Travessia do Tejo | 198 / 649          | NT      | 2013 | Pertence ao projecto TGV.                                                          |
| Torres Gare do Oriente     | 92 / 301           | 21      | 2015 | Esta torre faz parte de um projeto que inclui 3 torres ao lado da Gare do Oriente. |
| Torre Bofil                | 90 / 295           | 23      | 2008 | Também conhecida como Torre Azata, seria construída no Parque das Nações.          |
| Edifício Cinco District    | 80 / 262           | 20      | 2019 | Previa-se a sua conclusão em 2021, mas as obras ainda não começaram.               |
| Torres Gare do Oriente     | 72 / 236           | 18      | 2015 | Esta torre faz parte de um projeto que inclui 3 torres ao lado da Gare do Oriente. |

### Propostos

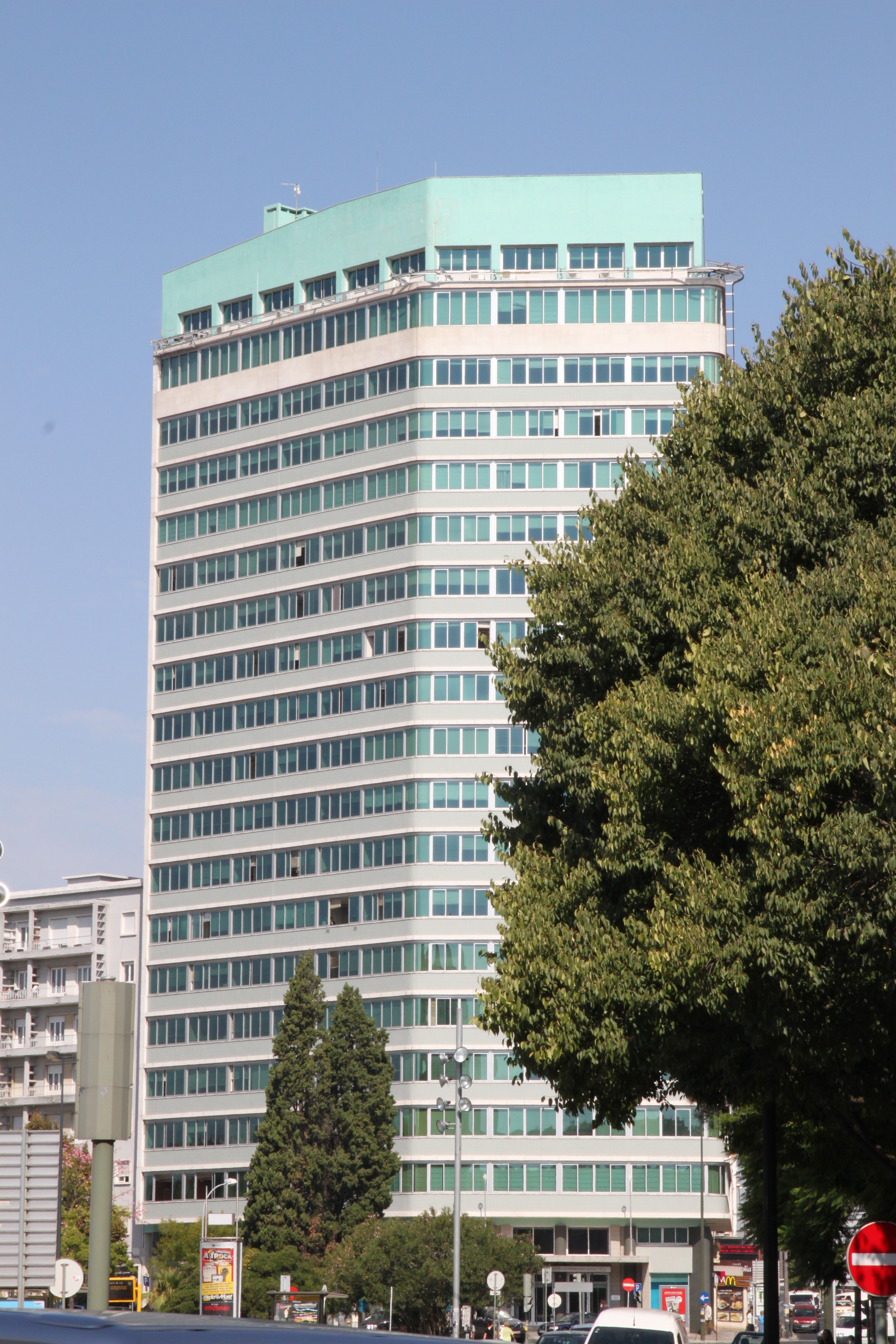
Edifício do Ministério do Trabalho, Solidariedade e Segurança Social

Esta lista inclui prédios e outras infraestruturas propostas para Lisboa. Alguns deles são visões para a cidade, pelo que a resposta de aprovação pode demorar mais tempo que o normal, também devido à legislação portuguesa, opinião pública desfavorável e grande contestação, e outras burocracias que impossibilitam a construção em altura na Cidade de Lisboa (o maior motivo é o facto de o Aeroporto de Lisboa se encontrar dentro da cidade).
| Nome                                  | Altura metros / ft | Andares | Ano  | Notas |
| Lusitana Tower                        | 1000 / 3280        | 200?    | -    | Proposta futurista para a cidade, com hospital, habitação e escritórios.                                                                                 |
| Torre da Margueira                    | 312,1 / 1024       | 80      | -    | Se fosse construído, seria o maior Arranha-céus da União Europeia. O projeto foi cancelado pela presidente da câmara Maria Emília de Sousa.              |
| Alcântara XXI - Torre 1               | 150 / 492          | 34      | 2004 | Proposta feita pela Sua Kay Architects para Alcântara, junto da Ponte 25 de Abril.                                                                       |
| Alcântara XXI - Proposal E            | 140 / 459          | 27      | 2004 | Proposta feita pela Sua Kay Architects para Alcântara, junto da Ponte 25 de Abril.                                                                       |
| Torre Olivais                         | 135 / 442          | 30      | 2019 | A torre foi projetada para ser construída ao lado do Laboratório Militar de Produtos Químicos e Farmacêuticos.                                           |
| Torre Turifenus                       | 129 / 423          | 34      | 2006 | Projetado por Manuel Salgado para a Turifenus, imobiliária que fazia parte da extinta Sociedade Lusa de Negócios. Seria construída no Parque das Nações. |
| Torre do Aterro da Boavista           | 110 / 361          | 27      | 2006 | Projeto elaborado pelo arquiteto Norman Foster. |
| Torre Siza 1                          | 105 / 344          | 35      | 2003 | As 3 torres faziam parte do mesmo projeto e seriam construídas em Alcântara ao lado da Ponte 25 de Abril, sendo o projeto cancelado em 2004.             |
| Torre Siza 2                          | 105 / 344          | 35      | 2003 | As 3 torres faziam parte do mesmo projeto e seriam construídas em Alcântara ao lado da Ponte 25 de Abril, sendo o projeto cancelado em 2004.             |
| Torre Siza 3                          | 105 / 344          | 35      | 2003 | As 3 torres faziam parte do mesmo projeto e seriam construídas em Alcântara ao lado da Ponte 25 de Abril, sendo o projeto cancelado em 2004.             |
| Edifício Compave                      | 105 / 344          | 33      | -    | No seu lugar foi construído o edifício FPM 41, com 70 metros.                                                                                            |
| Torre de Monsanto II                  | 112 / 367          | 21      | 2002 | Projeto elaborado pela Sua Kay Arquitectos, seria construída ao lado da atual Torre de Monsanto.                                                         |
| Torre na Marina de Cascais            | 100 / 328          | 30      | 2006 | A sua construção foi cancelada devido ao impacto paisagístico que iria causar.                                                                           |
| Alcântara XXI - Torre 2               | 100 / 328          | 21      | 2004 | Proposta feita pela Sua Kay Architects para Alcântara, junto da Ponte 25 de Abril.                                                                       |
| Edifício D. João V                    | 90 / 295           | 26      | 2013 | O edifício seria construído ao lado das duas Twin Towers. No seu lugar está a ser construída a Infinity Tower, com 80 metros.                            |
| Office Tower - Oeiras                 | 80 / 262           | 23      | 2010 | Proposta feita pela Sua Kay Architects para Oeiras. |
| Principe Perfeito Hotel e Escritórios | 75 / 246           | 18      | 2005 | No seu lugar foi construída a Sede da AGEAS e o Martinhal Residences.                                                                                    |
| Torre da Cidade                       | 70 / 229           | 18      | 2013 | No seu lugar foi construído o edifício FPM 41, com 70 metros.                                                                                            |

Além dos edifícios referidos acima, existem planos e propostas para a construção de torres em duas zonas da cidade, várias torres de 75 metros nos Olivais e 3 torres em Marvila com alturas de cerca de 70 metros.